# NGC 2544
NGC 2544 (również PGC 23453 lub UGC 4327) – galaktyka spiralna z poprzeczką (SBa), znajdująca się w gwiazdozbiorze Żyrafy. Odkrył ją Lewis A. Swift 7 września 1885 roku.